# Boisemont (Valle del Oise)
 Boisemont  es una población y comuna francesa, en la región de Isla de Francia, departamento de Valle del Oise, en el distrito de Pontoise y cantón de L'Hautil.

## Demografía
| 298 | 336 | 382 | 464 | 598 | 690 |
| Para los censos de 1962 a 1999 la población legal corresponde a la población sin duplicidades (Fuente: INSEE [Consultar]) |     |     |     |     |     |